# Highlander: The Last of the MacLeods
Highlander: The Last of the MacLeods is een videospel voor het platform Atari Jaguar. Het spel werd uitgebracht in 1995.

## Ontvangst
| Beoordeeld door       | Jaar | Score |
| --------------------- | ---- | ----- |
| ST-Computer           | 1996 | 95%   |
| Electric Playground   | 1995 | 85%   |
| Game Zero             | 1999 | 58%   |
| neXGam                | 2006 | 39%   |
| GamePro (US)          | 1996 | 20%   |
| The Video Game Critic | 2007 | 0%    |